# 니시카와 아이리
니시카와 아이리(西川 愛莉, 2009년 12월 9일~)는 일본의 여배우이다.
오사카부 출신. 도호 예능 소속..

## 인물
2022년 11월 6일에 열린 제9회 도호 신데렐라 오디션에서 최연소 신데렐라로서 그랑프리를 수상하며 연예계에 데뷔했다.
특기는 특기는 수영, 서예.

## 출연 작품
역할의 굵은 표시는 주연 작품

### 텔레비전 드라마
- 우선 건배하지 않으실래요? 제1화 (2023년 3월 1일, 테레비 도쿄) - 다나카 미사키 역
- 유밍 스토리즈 「봄이 온다」 (2024년 3월 18일~2024년 3월 21일, NHK) - 모리타 미도리 역
- 오이치 후시기 가타리 제 3・4화 (2024년 9월 15일, 22일, NHK-BS) - 오키요 역

### web
- 데일리 로걸 (2023년 4월 17일~2023년 4월 21일, TV 아사히)
- 주간 Pre-NEWS (2023년 4월 29일)

### 이벤트
- 레이와 5년 「여름의 교통 사고 예방 캠페인」 1일 경찰서장 (2023년 7월 1일, 라라포토 몬진 미츠이 아울렛 파크 오사카 카도마)
- TOHO 시네마즈 어린이 영화 상영(인터미션) 비디오 네비게이터 (2024년 3월 22일~)

## 수상
- 2022년 제9회 도호 「신데렐라」 오디션 심사위원 특별상[2]